# Imoutoid
imoutoid（イモウトイド、1991年1月15日 - 2009年4月）は、日本の作曲家、トラックメイカー。生涯を通して幅広い音楽ジャンルに渡る制作活動を行った。Otophilia名義でSuperColliderのプログラマとしても活動を行い、彼が書いたコードはSuperColliderの公式書籍に掲載されている。otophilia名義の一連の活動の中では、メディアアート的な制作も試みており、GoodNoseというギターシミュレータや花火描画プログラムなどを制作した。SuperColliderとProcessingの同期演奏も試みた。

## 来歴
2001年、サイト上で楽曲などの公開を開始する。その後、「ファミコン宇宙人（FamicomUchujin）」「otophilia」などの名義で活動を行った。
2005年、TOKYO FMで放送されていたジョージ・ウィリアムズの番組にデモテープを送り、番組内で紹介される。また、その縁からウィリアムズが運営していたオンラインショップで楽曲が販売された。
2006年ころから「imoutoid」名義での活動を開始する。
2007年10月24日、Maltine Recordsより3曲入りEP『ADEPRESSIVE CANNOT GOTO THECEREMONY』を発表。
2009年にはRe:MIKUSへの楽曲提供でメジャー・デビューを果たすが、デビュー直後の同年4月、急性心不全により死去した。

### 没後
2011年6月25日、六本木SuperDeluxeにて追悼イベント『6月のimoutoid』を開催。
2018年10月14日、公式YouTubeチャンネル「imoutoid oto」開設。
2025年8月17日、未発表曲「Do Boys Dream of Magical Girl?」を公開。2006年10月、実姉が高校の授業で楽譜が必要になり、imoutoidに頼んだところ新たに楽曲を書き下ろして譜面を提供。その譜面を父がMIDI化したものが公開された。

## 作品

### アルバム
- 「ADEPRESSIVE CANNOT GOTO THECEREMONY」（Maltine Records、2007年）

### リミックス
- 「ファインダー (imoutoid's"Finder Is Not Desktop Experience Remix")」 - 『Re:MIKUS』livetune feat. 初音ミク（ビクターエンタテインメント、2009年3月25日発売）
- 「iの数式 (imoutoid's ComplexFunktion Remix)」 - 『Candy Highway / D-RAM』AVSS（2007年12月31日発売）

### 参加作品
- 「Fancyball」 - 『No shit No life』（Maltine Records、2006年）※FamicomUchujin名義
- 「Hofstadter's Law」 - 『intersect fractional. vol. 3』AVSS（2008年8月16日発売）